# Nino Martini
Nino Martini (Verona, 7 agosto 1902 – Verona, 10 dicembre 1976) è stato un tenore e attore italiano.

## Biografia
Appassionato di equitazione, formatosi come cantante di opera lirica e dotato di grande fascino personale, ebbe significative esperienze nel mondo del cinema hollywoodiano.
Martini studiò canto con Giovanni Zenatello e Maria Gay, sposati ed entrambi noti cantanti lirici. Nel 1925 fece il suo debutto operistico professionale a Milano nel ruolo del Duca di Mantova nel Rigoletto di Verdi . Poco dopo fece una tournée in Europa come concertista esibendosi in molti dei maggiori centri musicali del continente. Mentre era a Parigi il cinematografico Jesse L. Lasky che lo ingaggio in ruoli di lingua italiana in cortometraggi.
Debuttò in teatro nel 1928 con una rappresentazione del Rigoletto a Treviglio, mentre l'anno successivo fu a Milano, con I puritani.
Nel 1929, sotto l'influenza di Lasky, Martini emigrò negli Stati Uniti per intraprendere la carriera cinematografica. La sua prima apparizione fu nel film di rivista stellare della Paramount Pictures Paramount on Parade (1930), in cui cantò la canzone "Come Back to Sorrento" in una delle sequenze Technicolor del film .
Ulteriori incursioni nel cinema furono tuttavia rinviate poiché Martini decise di continuare a intraprendere la carriera operistica. Ha fatto il suo debutto operistico negli Stati Uniti nel 1931 a Filadelfia . Seguirono diverse trasmissioni di opere liriche per la radio .
La sua attività di cantante lirico, in Italia, si sviluppò in soli tre teatri, nella stagione 1927-1928. Per il pubblico della sua città natale, Verona, cantò solo verso la fine della sua carriera, nel 1950, in Madama Butterfly.
Negli Stati Uniti incise per la Victor e per la Columbia Records. Su disco sono state fissate alcune registrazioni effettuate durante i suoi concerti tenuti tra il 1937 e il 1948.

## L'attività per la radio e il cinema
(Enrico Stinchelli, 2022)

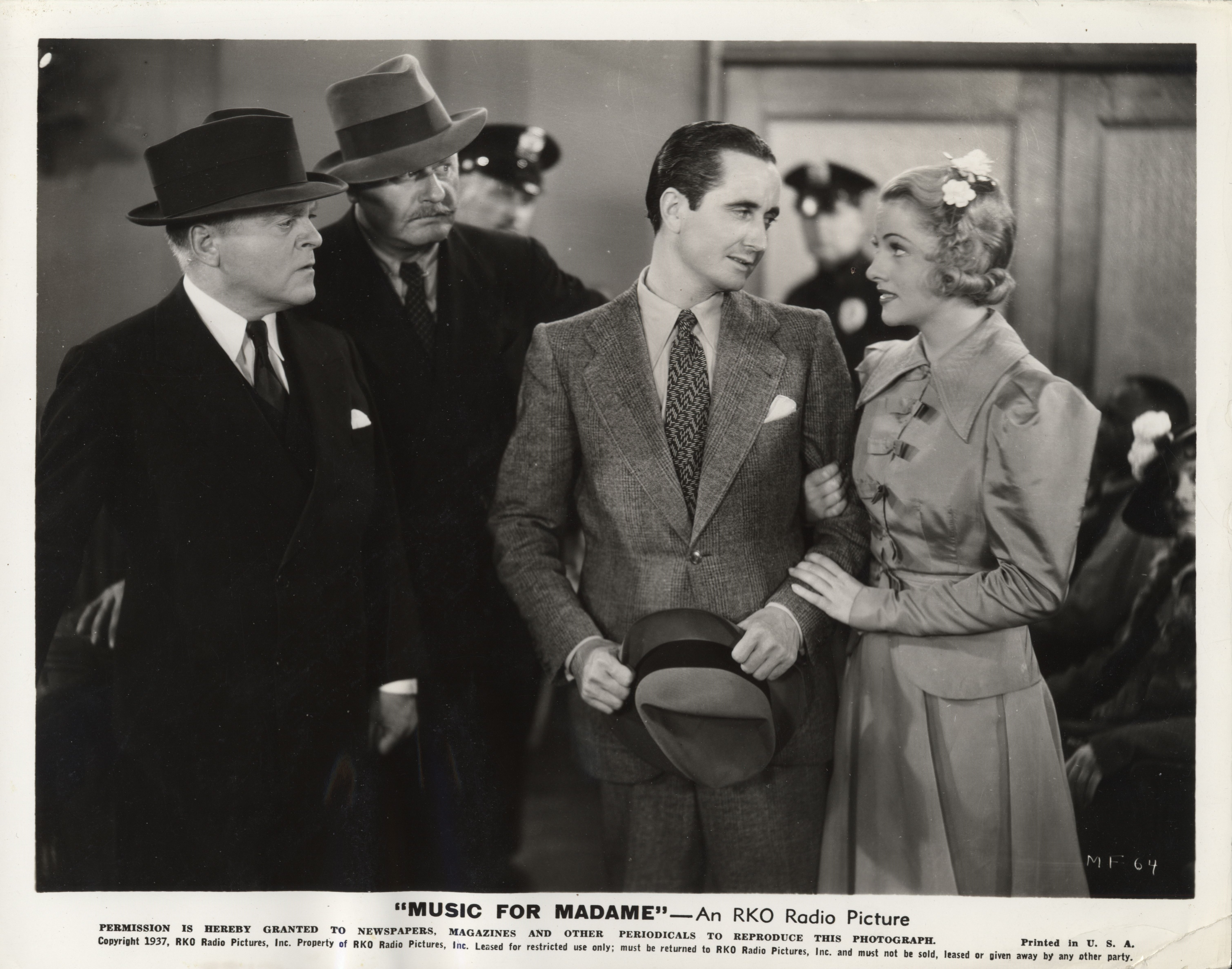
Music for Madame (1937). Fotografia di scena con Joan Fontaine

Nel 1929 era stato scritturato da Jesse Lasky (che al tempo, assieme a Mary Pickford, era un magnate del cinema) per girare film negli Stati Uniti. Per la Paramount interpretò in diversi cortometraggi a tema musicale, che lo resero molto noto al pubblico, e nel 1930 fu uno dei cantanti-attori partecipanti al film di varietà Paramount on Parade, compresa la versione spagnola (Galas de la Paramount) e quella francese (Paramount en parade).
Il debutto in suolo statunitense avvenne a Filadelfia nel 1932, con Rigoletto, quindi venne scritturato dalla stazione radiofonica CBS, con un contratto che prevedeva due suoi concerti alla settimana, per circa due anni.
Scritturato al Teatro Metropolitan di New York da Giulio Gatti Casazza, debuttò nel 1933 (ancora con Rigoletto), proseguendo la sua attività nel teatro newyorkese fino al 1946.
Fu attore protagonista in quattro film, assieme ad attrici quali Ida Lupino, Anita Louise e Patricia Roc, oltre alla grande Joan Fontaine: 
- Here's to Romance (Canto d'amore), 1935
- The Gay Desperado (Notti messicane), 1936
- Music for Madame (Musica per signora), 1937
- One Night with You, girato in Gran Bretagna nel 1947 e non programmato in Italia.

Nel 1952 interruppe completamente la carriera concertistica e cinematografica, per fare ritorno a Verona, città nella quale rimase fino alla morte. Trascorse il periodo del ritiro compiendo frequenti viaggi in America per ritrovare i vecchi amici.

## Il lascito artistico
(Enrico Stinchelli, 2022)
Il nipote Pier Giorgio Puppini Martini, suo primo biografo, raccolse e curò l'archivio discografico, cinematografico, fotografico e giornalistico riguardante l'artista veronese, la cui attività venne poi compendiata in un CD commemorativo: Nino Martini - tenore: arie da opere, melodie e canzoni, etichetta "Edizioni del TIMAClub" (Clama CD-41).
Il disco raccoglie alcune delle arie più conosciute della lirica italiana e internazionale interpretate da Martini. Si tratta di registrazioni d'epoca riversate in digitale da matrici originali.
Tracce:
|    | Aria                                                                         | Opera                           | Autore               | Orchestra                | Direttore          |
| -- | ---------------------------------------------------------------------------- | ------------------------------- | -------------------- | ------------------------ | ------------------ |
| 1  | Che gelida manina                                                            | La bohème                       | Giacomo Puccini      | Columbia Opera Orchestra | Howard Barlow      |
| 2  | O paradiso                                                                   | L'africana                      | Giacomo Meyerbeer    | Columbia Opera Orchestra | Howard Barlow      |
| 3  | Questa o quella                                                              | Rigoletto                       | Giuseppe Verdi       | Columbia Opera Orchestra | Howard Barlow      |
| 4  | La donna è mobile                                                            | Rigoletto                       | Giuseppe Verdi       | Columbia Opera Orchestra | Howard Barlow      |
| 5  | En fermant les yeux                                                          | Manon                           | Jules Massenet       | orchestra                | n.d.               |
| 6  | Recitar ... Vesti la giubba                                                  | Pagliacci                       | Ruggero Leoncavallo  | orchestra                | n.d.               |
| 7  | Te quiero                                                                    | El trust de los tenorios        | J.Serrano            | orchestra                | Alfredo Cibelli    |
| 8  | Romanza di Rafael                                                            | romanza                         | J.Serrano            | orchestra                | Alfredo Cibelli    |
| 9  | Canzone di Marinela                                                          | La cancion del Olvido           | J.Serrano            | orchestra                | n.d.               |
| 10 | Mattinata                                                                    | romanza                         | Ruggero Leoncavallo  | orchestra                | Nathaniel Shilkret |
| 11 | Santa Lucia luntana                                                          | romanza                         | E. A. Mario          | Columbia Opera Orchestra | Howard Barlow      |
| 12 | Maria Marì                                                                   | romanza                         | V.Russo-E. Di Capua  | orchestra                | Alfredo Antonini   |
| 13 | Torna a Surriento                                                            | romanza                         | E. De Curtis         | orchestra                | Alfredo Antonini   |
| 14 | 'O sole mio                                                                  | romanza                         | G.Capurro-E.Di Capua | Columbia Opera Orchestra | Howard Barlow      |
| 15 | L'esperto nocchiero (perché torna al lido)                                   | romanza                         | G.Bononcini          | pianoforte               | Theodor Haig       |
| 16 | Ombra mai fu                                                                 | Serse                           | G.F.Haendel          | pianoforte               | Theodor Haig       |
| 17 | Je crois entendre encore                                                     | I pescatori di perle            | Georges Bizet        | orchestra                | n.d.               |
| 18 | Salut, demeure chaste et pure                                                | Faust                           | Charles Gounod       | orchestra                | n.d.               |
| 19 | Tace il labbro (cantato in lingua inglese in coppia con Vivian Della Chiesa) | La vedova allegra               | Franz Lehár          | orchestra                | n.d.               |
| 20 | Non è ver                                                                    | romanza                         | T. Mattei            | orchestra                | n.d.               |
| 21 | Serenata                                                                     | romanza                         | E.Toselli            | orchestra                | n.d.               |
| 22 | Because                                                                      | romanza                         | G.d'Hardelot         | coro e orchestra         | n.d.               |
| 23 | Amapola                                                                      | romanza                         | J.Lacalle            | orchestra                | n.d.               |
| 24 | Dell'alba tinto di roseo chiaror                                             | I maestri cantori di Norimberga | Richard Wagner       | orchestra                | n.d.               |